# Sytaja Buda
Sytaja Buda (ros. Сытая Буда) – wieś (sieło) w Rosji, w obwodzie briańskim, w rejonie klimowskim. W 2010 liczyła 448 mieszkańców.